# Tox (programvara)
Tox är ett fritt chattprogram med inbyggd kryptering. Det stödjer vanlig textchatt, röstsamtal samt videosamtal. Projektets uttalade mål är att erbjuda en säker och lättillgänglig kommunikation för alla.

## Klienter
Det finns ett flertal olika klienter som använder sig av Tox kärnbibliotek och använder Toxprotokollet för att kommuniciera med andra. Listan nedan är inte fullständig.
| Namn     | Operativsystem                | Skriven i           |
| -------- | ----------------------------- | ------------------- |
| Antidote | iOS                           |                     |
| Antox    | Android                       |                     |
| Blight   | Linux, OS X, Windows          |                     |
| Cyanide  | Sailfish OS                   |                     |
| qTox     | Linux, FreeBSD, OS X, Windows | C++ (Qt)            |
| Toxic    | Linux, FreeBSD, OS X          | C (Ncurses)         |
| Toxy     | Windows                       | C# (WPF)            |
| µTox     | Linux, FreeBSD, Windows       | C (Win32 API, Xlib) |

Det finns också ett Toxinsticksprogram för Pidgin.